# Robert Raths

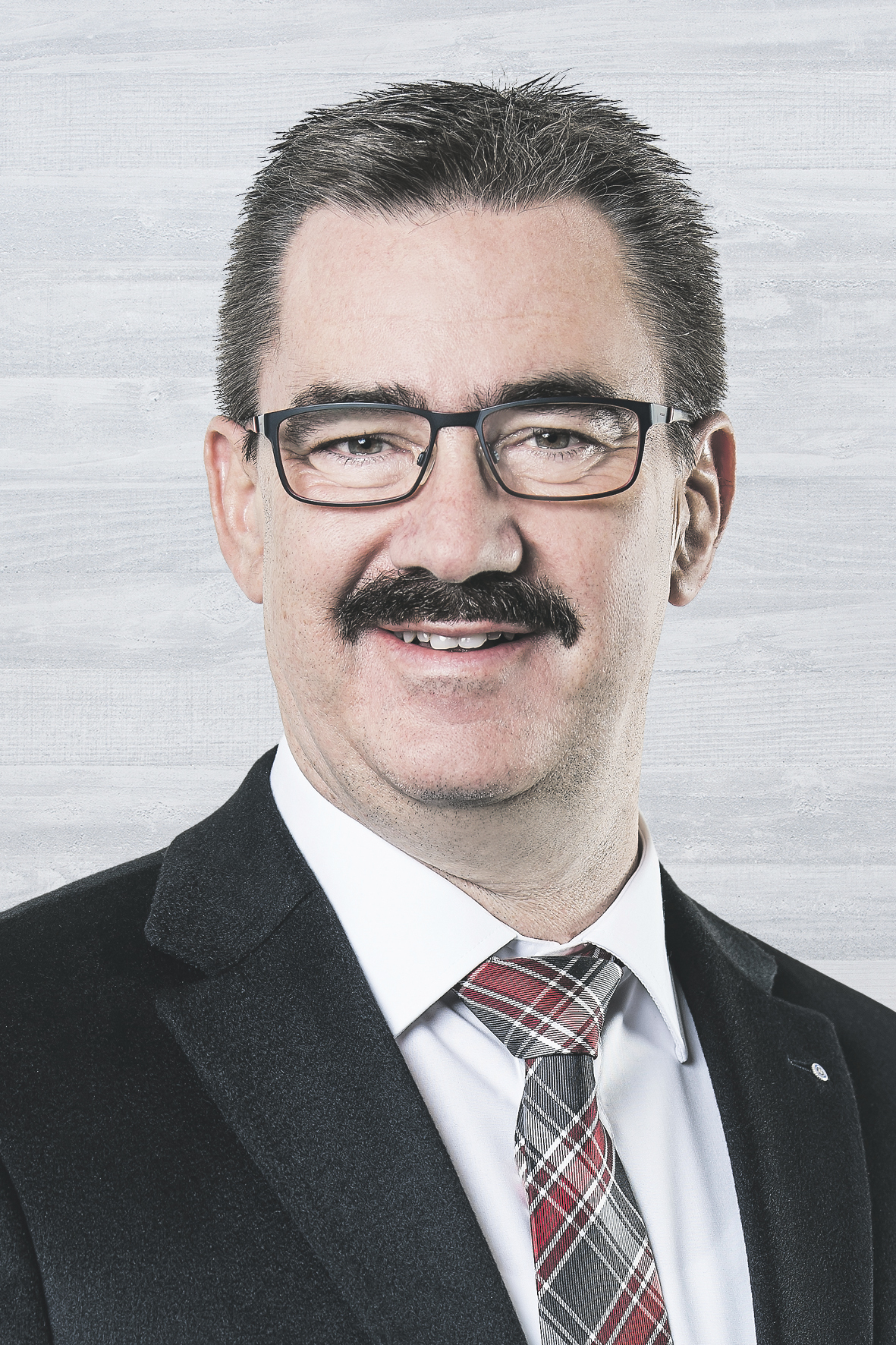
Robert Raths (2019)

Robert Raths (* 17. September 1961; heimatberechtigt in Bäretswil ZH) ist ein Schweizer Politiker (FDP). Er war von 1999 bis 2019 Gemeindepräsident der Gemeinde Thal-Staad-Altenrhein und ist seit 2020 Stadtpräsident von Rorschach. Seit 2012 vertritt er den Wahlkreis Rorschach als Kantonsrat des Kantons St. Gallen.

## Leben und Engagement
Von 1987 bis 1995 war Raths kaufmännischer Leiter des Drogenrehabilitationszentrum Lutzenberg und von 1996 bis 1999 Geschäftsführer des Alters- und Pflegeheims PeLago in Rorschach. Seit 2005 leitet er als Verwaltungsratspräsident zusammen mit seinem Team die Geschicke des Abwasserverbandes Altenrhein.
Als Gemeindepräsident von Thal-Staad-Altenrhein konnte er die Infrastruktur der Gemeinde weiter ausbauen und erreichte die langfristige finanzielle Gesundung des Gemeindehaushalts.
Am 8. März 2020 wurde er mit dem Resultat von 3153 Stimmen als Kantonsrat wiedergewählt.
Robert Raths ist für eine Aufgabenteilung von Kanton und Gemeinden.